# Ligre
O ligre (em inglês:  Liger) é um animal híbrido resultado do cruzamento entre um leão e uma tigresa. O seu aspecto é de um gigantesco felino dourado com listras difusas, e que pode ou não ter uma pequena juba. É atualmente o maior felino do mundo, possuindo até 3,3 metros de comprimento. O maior ligre do mundo e maior felino vivo, segundo o Guinness book é Hércules, que pesa 418 kg, possui 3,33 metros de comprimento total incluindo a cauda, e 1,25 metros na altura da cernelha.  Hércules é considerado o maior felino do mundo. Contudo, medidas semelhantes já foram constatadas em um Tigre-siberiano de cativeiro chamado Jaipur.
Os machos de ligre são estéreis, pois o número de cromossomos do tigre e do leão é par, mas diferentes, assim o ligre tem um número ímpar de cromossomos graças ao processo da meiose que ocorre na formação dos gametas femininos e masculinos (óvulos e espermatozoides, respectivamente). Porém as fêmeas são capazes de se acasalar com outro animal com características parecidas, como com um tigre ou leão puros.
Seus exemplares possuem a saúde muito delicada. O enorme tamanho que esses animais atingem ocorre pela ausência de genes que condicionem a produção dos hormônios inibidores do crescimento. Isso porque nos leões essa é uma herança materna, e nos tigres é paterna, portanto os ligres não recebem esses genes. O cruzamento entre leões e tigres só ocorre por ação do homem. Além de os hábitats de ambas as espécies serem muito distantes e diferentes, elas geralmente não compartilham os mesmos territórios, de maneira que há poucas possibilidades de se encontrarem para formar este estranho cruzamento na natureza. Na atualidade leões asiáticos só existem na natureza em uma pequena área no bosque de Gir, na Índia. Antigamente porém, leões asiáticos e tigres coexistiram na Mesopotâmia, Cáucaso, Pérsia, Afeganistão e em grande parte do subcontinente indiano. No passado houve relatos de avistamentos de ligres na natureza, porém é extremamente provável que fossem na verdade apenas avistamentos de raros tigres dourados.

## Outros híbridos semelhantes
- Tigreão, que é o híbrido de uma leoa com um tigre.
- Tiligre, que é o cruzamento de um ligresa com um tigre.
- Liligre, que é o cruzamento de um ligresa com um leão.